# Tschawinersee
Der  Tschawinersee ist ein Bergsee im Kanton Wallis, Schweiz, er gehört zur Gemeinde Zwischbergen. Der See liegt auf einer Höhe von 2174 m ü. M. nördlich des Tschawinerhorns und 1 km von der italienischen Grenze entfernt. Den See erreicht man aus Zwischbergen oder von Italien kommend über die Bocchetta Gattascosa.